# Iñaki Preciado Idoeta
Iñaki Preciado Idoeta (Madrid, 1941) es un doctor en filosofía, traductor, tibetólogo y pionero de la moderna sinología española.

## Biografía
En sus inicios, en la China de Mao Zedong, trabajó como traductor de chino y experto en la Embajada de España en Pekín (1973-1976). De regreso a España llevó a cabo la traducción de los textos clásicos taoístas y de literatura china, además de poesía. En 1979 obtuvo el Premio de traducción Fray Luis de León por su versión del Lao Zi (Libro del Tao). En 1983 se acercó al estudio de la lengua y cultura tibetanas, país ampliamente recorrido a lo largo de la última década, llegando a publicar varios libros sobre el mismo.
Hasta 2012 residió en un remoto monasterio bonpo del Tíbet Oriental, año en que se vio obligado a abandonar el país por la presión de las autoridades chinas.

## Obra
Sus trabajos se resumen en más de veinte traducciones, ensayos y libros de viajes. Ha traducido a los siguientes autores: Cao Xueqin, Dalái lama XIV, Gendun Rinpoche, Feng Jicai, Jigme Rinpoche, Lao Zi, Lu Xun, Milarepa, Wang Wei, Zhang Xianliang, Zhuang Zi, Lie Yukou y Wen zi. Está especializado en budismo, taoísmo y tibetología:

### Traducción
- Bstan-'dzin-rgya-mtsho, Dalai Lama XIV (2000). Como un relámpago ilumina la noche: una guía al estilo de vida del Bodhisattva. Traducción del francés. San Sebastián: Ediciones Imagina. ISBN 978-84-930288-3-1.
- Du Fu (2000). El vuelo oblicuo de las golondrinas. Traducido del chino conjuntamente con Clara Janés. Guadarrama: Ediciones del Oriente y del Mediterráneo. ISBN 978-84-87198-67-0.
- Emperador amarillo (2010). Los cuatro libros del Emperador amarillo. Colección Pliegos de Oriente. Madrid: Editorial Trotta. ISBN 978-84-9879-140-2.
- Feng Jicai (1998). Que broten 100 flores. Traducido del chino. León: Editorial Everest. ISBN 978-84-241-5964-1.
- Guo Hua Liu (1999). Dietoterapia. Traducción directa del chino conjuntamente con Emilia Hu y Dan Wu. Barcelona: Plaza & Janés Editores. ISBN 978-84-01-37630-6.
- Lao Zi (2006 (4ª edición 2018)). Tao Te Ching: Los libros del Tao. Traducción directa del chino. Incluye los Textos de Guodian, Mawangdui y las versiones tardías. Edición revisada, modificada y ampliada. Madrid: Editorial Trotta. ISBN 978-84-9879-741-1.
- – (1978, 1996 [1ª edición, 9ª impresión]). El libro del Tao. Traducción directa del chino, Premio Nacional a la mejor traducción 1979 (Agotado). Madrid: Alfaguara. ISBN 978-84-204-5302-6/ISBN 978-84-204-0902-3.
- Lie Yukou (1987 (4ª edición 2008)). Lie Zi. El libro de la perfecta vacuidad. Traducción directa del chino, introducción y notas. Barcelona: Editorial Kairós. ISBN 978-84-7245-336-4.
- Milarepa (1994/2004). Vida de Milarepa. Traducción directa del tibetano. Edición 1994 (agotada). Barcelona: Editorial Anagrama. ISBN 978-84-339-6762-6/ISBN 978-84-339-0656-4.
- – (2012). Historia de Milarepa. Grande y poderoso yogui. Traducción directa del tibetano. Madrid: Miraguano Ediciones. ISBN 978-84-7813-390-1.
- Tshangs-dbyangs-rGya-mtsho, Dalai Lama VI (2000). Canciones líricas del sexto Dalai Lama. Traducción del tibetano. Madrid: Ediciones Hiperión. ISBN 978-84-7517-668-0.
- Wang Wei & Di Pei (1999/2004). Poemas del río Wang. Traducción del chino conjuntamente con Clara Janés. Versión 2004 (e-book). Guadarrama: Ediciones del Oriente y del Mediterráneo. ISBN 978-84-96327-00-9/ISBN 978-84-87198-57-1.
- Wen zi (2025). Wen zi. «Maestro Wen». Barcelona: Editorial Kairós. ISBN 9788411212403.
- Zhang, Xianliang (1991). La mitad del hombre es la mujer. Madrid: Ediciones Siruela. ISBN 978-84-7844-095-5.
- Zhuang Zi (1996 (3ª edición 2007)). Zhuang Zi. «Maestro Chuang Tsé». Traducción directa del chino de los 33 capítulos. Barcelona: Editorial Kairós. ISBN 978-84-7245-335-7.

### Ensayo
- La ruta del silencio. Viaje por los libros del Tao. Segunda edición revisada, presentación Gerardo López Sastre[10]. Madrid: Editorial Trotta. 2018, 2022. ISBN 978-84-9879-746-6 / ISBN 978-84-1364-079-2.
- Bon. La sabiduría mágica del Tíbet. Madrid: Editorial Miraguano. 2015. ISBN 978-84-7813-435-9.
- Adiós Tíbet, adiós. La agonía del pueblo tibetano. Madrid: Editorial Miraguano. 2013. ISBN 978-84-7813-402-1.
- Historias mágicas del Tíbet. Colección Libros de los Malos tiempos. Madrid: Editorial Miraguano. 2013. ISBN 978-84-7813-397-0.
- El sembrador de oro y otros cuentos del Tíbet. Madrid: Oberón. 2004. ISBN 978-84-96052-80-2.
- Antología de poesía china. Madrid: Editorial Gredos. 2003. ISBN 978-84-249-2680-9.
- Svástika, religión y magia en el Tíbet. Madrid: Oberón. 2003. ISBN 978-84-96052-35-2.
- En el país de las nieves: viajes por el laberinto tibetano. Madrid: Mr ediciones. 2001. ISBN 978-84-270-2650-6.
- Las enseñanzas de Lao Zi. Barcelona: Editorial Kairós. 1998. ISBN 978-84-7245-399-9.